# Wagner (South Dakota)
Wagner is een plaats (city) in de Amerikaanse staat South Dakota, en valt bestuurlijk gezien onder Charles Mix County.

## Demografie
Bij de volkstelling in 2000 werd het aantal inwoners vastgesteld op 1675.
In 2006 is het aantal inwoners door het United States Census Bureau geschat op 1605, een daling van 70 (-4,2%).

## Geografie
Volgens het United States Census Bureau beslaat de plaats een oppervlakte van
7,0 km², geheel bestaande uit land. Wagner ligt op ongeveer 441 m boven zeeniveau.

## Plaatsen in de nabije omgeving
De onderstaande figuur toont nabijgelegen plaatsen in een straal van 24 km rond Wagner.